# 漸近展開
漸近展開（ぜんきんてんかい、英: Asymptotic expansion）とは、与えられた関数を、より簡単な形をした関数列の級数として近似することをいう。テイラー展開は漸近展開の特別な場合であるが、漸近展開で得られた級数の値は、必ずしも元の関数の値に収束するとは言えない。しかし、関数の性質を調べる際、元の関数の形では扱いが難しい場合、漸近展開によって元の関数を級数の形で近似することにより、関数の性質が得られることがある。漸近展開は解析学 (例えば複素解析や特殊関数に対する数値解析など) では重要な手法の一つであり、確率論の基礎として用いることがある。

## 漸近級数
関数 {\displaystyle \scriptstyle f(x)\!} を定義域が実数の領域で定義された関数とし、{\displaystyle x_{0}} を  {\displaystyle \scriptstyle f(x)\!} の定義域内の点とする。
関数列 {\displaystyle \scriptstyle \{\varphi _{n}(x)\}_{n\geq 0}} が次の条件を満たすとき、漸近関数列という。
- {\displaystyle \varphi _{n+1}(x)=o(\varphi _{n}(x))\ \ \ (x\to x_{0})\ \ \ \ (n=0,\ 1,\ 2,\ldots )}

実数列 {\displaystyle \scriptstyle \{a_{n}\}_{n\geq 0}} が存在して、任意の正整数 n に対し
{\displaystyle f(x)-\sum _{k=0}^{n}a_{k}\varphi _{k}(x)=o(\varphi _{n}(x))\ \ \ \ \ (x\to x_{0})}
が成立するとき、
{\displaystyle \sum _{k=0}^{\infty }a_{k}\varphi _{k}(x)}
を {\displaystyle \scriptstyle f(x)\!} の漸近級数といい、
{\displaystyle f(x)\sim \sum _{k=0}^{\infty }a_{k}\varphi _{k}(x)}
と表す。
さらに、漸近級数が次の条件を満たすとき、ポアンカレの意味での漸近級数または狭義の漸近級数という。
- 任意の正整数 n、{\displaystyle \scriptstyle f(x)\!} の定義域内の x に対して

{\displaystyle \left|f(x)-\sum _{k=0}^{n}a_{k}\varphi _{k}(x)\right|<|a_{n+1}\varphi _{n+1}(x)|}
が成立する。
漸近関数列が {\displaystyle \scriptstyle \{(x-x_{0})^{n}\}_{n\geq 0}} {\displaystyle \scriptstyle (|x_{0}|<\infty )} または  {\displaystyle \scriptstyle \{x^{-n}\}_{n\geq 0}} {\displaystyle \scriptstyle (|x_{0}|=\infty )} の形の漸近級数を、漸近冪級数という。
与えられた漸近関数列を用いて、{\displaystyle \scriptstyle f(x)\!} の漸近級数を得ることを漸近展開といい、
{\displaystyle \scriptstyle f(x)\!} の漸近級数 {\displaystyle \textstyle \sum _{k=0}^{\infty }a_{k}\varphi _{k}(x)} が存在する場合、
{\displaystyle \scriptstyle f(x)\!} は漸近展開
{\displaystyle f(x)\sim \sum _{k=0}^{\infty }a_{k}\varphi _{k}(x)}
を持つという。

## 性質

### 一意性
任意の関数 {\displaystyle \scriptstyle f(x)\!} に対して、{\displaystyle \scriptstyle f(x)\!} に対する漸近級数は存在しても唯一とは限らない。例えば
- {\displaystyle 1/(x-1)\sim \sum _{k=1}^{\infty }x^{-k}\ \ \ \ (x\to \infty )}
- {\displaystyle 1/(x-1)\sim \sum _{k=1}^{\infty }(x^{2}+x+1)x^{-3k}\ \ \ \ (x\to \infty )}

しかし、与えられた漸近関数列に対する漸近級数は存在しても唯１つしか存在しない。従って、ある点でテイラー展開された冪級数は、その点での唯一の漸近冪級数である。 
さらに、漸近級数の各係数は
{\displaystyle a_{0}=\lim _{x\to x_{0}}f(x),\ \ \ \ \ a_{n}=\lim _{x\to x_{0}}{\frac {f(x)-\sum _{k=0}^{n-1}a_{k}\varphi _{k}(x)}{\varphi _{n}(x)}}\ \ \ (n\geq 1)}
で与えられる。

### 和と積
点 {\displaystyle x_{0}} の近傍で定義された関数 {\displaystyle \scriptstyle f(x),\ g(x)} は、漸近関数列 {\displaystyle \scriptstyle \{\varphi _{n}(x)\}_{n\geq 0}} に対する漸近展開
{\displaystyle f(x)\sim \sum _{k=0}^{\infty }a_{k}\varphi _{k}(x)\ \ \ \ \ g(x)\sim \sum _{k=0}^{\infty }b_{k}\varphi _{k}(x)\ \ \ (x\to x_{0})}
を持つとする。このとき、任意の α、β に対して
{\displaystyle \alpha f(x)+\beta g(x)\sim \sum _{k=0}^{\infty }(\alpha a_{k}+\beta b_{k})\varphi _{k}(x)\ \ \ (x\to x_{0})}
が成立する。
さらに、漸近関数列が {\displaystyle \scriptstyle \{\varphi (x)^{n}\}_{n\geq 0}} {\displaystyle \scriptstyle (\varphi (x)\to \infty \ (x\to x_{0}))} である場合、 
{\displaystyle f(x)g(x)\sim \sum _{n=0}^{\infty }c_{n}\varphi (x)^{n}\ \ \ (c_{n}=\sum _{k=0}^{n}a_{k}b_{n-k})\ \ \ (x\to x_{0})}
が成立する。

### 項別微分
一般に、関数を無限級数で表したとき、項別微分した関数が元の関数を微分したものと一致しない様に、漸近級数も項別微分した級数は、元の関数を微分した関数の漸近展開になるとは限らない。
項別微分した関数が漸近展開したものにあるかは、元の関数や漸近関数列によって決まる。
漸近関数列 {\displaystyle \scriptstyle \{\varphi _{n}(x)\}_{n\geq 0}} は各 n に対して、{\displaystyle x_{0}} の近傍で微分可能であり、関数列 {\displaystyle \scriptstyle \{\varphi '_{n}(x)\}_{n\geq 0}} が漸近関数列である場合、以下のことが成立する。 
{\displaystyle \scriptstyle f(x)\!} は、{\displaystyle x_{0}} の近傍で微分可能であり、
{\displaystyle f(x)\sim \sum _{k=0}^{\infty }a_{k}\varphi _{k}(x)\ \ \ (x\to x_{0})}
となる漸近展開を持ち、{\displaystyle \scriptstyle f'(x)\!} が漸近関数列 {\displaystyle \scriptstyle \{\varphi '_{n}(x)\}_{n\geq 0}} を用いて漸近展開することができるのであれば 
{\displaystyle f'(x)\sim \sum _{k=0}^{\infty }a_{k}\varphi '_{k}(x)\ \ \ (x\to x_{0})}
が成立する。

### 項別積分
{\displaystyle \scriptstyle |x_{0}|<\infty } とし、{\displaystyle \scriptstyle f(x)\!} の漸近展開を
{\displaystyle f(x)\sim \sum _{k=0}^{\infty }a_{k}\varphi _{k}(x)\ \ \ (x\to x_{0})}
とする。定積分
{\displaystyle \Phi _{n}(x)=\int _{x_{0}}^{x}\varphi _{n}(t)dt}
が各 n に対して存在するならば、
{\displaystyle F(x)=\int _{x_{0}}^{x}f(t)dt}
が存在して、
{\displaystyle F(x)\sim \sum _{k=0}^{\infty }a_{k}\Phi _{k}(x)\ \ \ (x\to x_{0})}
が成立する。
{\displaystyle \scriptstyle x_{0}=\infty } のときは、漸近関数列によっては上式のままではうまくいかない。
例えば、漸近級数が漸近冪級数
{\displaystyle f(x)\sim \sum _{k=0}^{\infty }{\frac {a_{k}}{x^{k}}}\ \ \ (x\to \infty )}
を持つ場合、
{\displaystyle \int _{x}^{\infty }\left(f(t)-a_{0}-{\frac {a_{1}}{t}}\right)dt\sim \sum _{k=2}^{\infty }{\frac {a_{k}}{(k-1)x^{k-1}}}\ \ \ (x\to \infty )}
とする必要がある。

## 例

### スターリングの公式の一般化
ガンマ関数は
{\displaystyle \Gamma (x+1)\sim {\sqrt {2\pi x}}\left({\frac {x}{e}}\right)^{x}\left(1+{\frac {1}{12x}}+{\frac {1}{288x^{2}}}-{\frac {139}{51840x^{3}}}-\cdots \right)\ \ \ (x\to \infty )}
という漸近展開を持つ。特に、x が正整数のときは階乗の漸近展開を与え、スターリングの公式よりも精密な近似級数になっている。

### 合流型超幾何関数
合流型超幾何関数 (en:confluent hypergeometric function):
{\displaystyle _{1}F_{1}(\alpha ;\gamma ;z):=\sum _{n=0}^{\infty }{\frac {(\alpha )_{n}}{(\gamma )_{n}\;n!}}z^{n},\quad z\in \mathbb {C} }
は次の漸近展開を持つ。
{\displaystyle _{1}F_{1}(\alpha ;\gamma ;z)\sim {\frac {\Gamma (\gamma )}{\Gamma (\gamma -\alpha )}}(\exp(-\mathrm {i} \pi )z)^{-\alpha }\left[1+\sum _{k=1}^{\infty }(-1)^{k}{\frac {(\alpha )_{k}(\alpha -\gamma +1)_{k}}{k!}}{\frac {1}{z^{k}}}\right]+{\frac {\Gamma (\gamma )}{\Gamma (\alpha )}}\exp(z)z^{\alpha -\gamma }\left[1+\sum _{k=1}^{\infty }{\frac {(\gamma -\alpha )_{k}(1-\alpha )_{k}}{k!}}{\frac {1}{z^{k}}}\right],\quad -{\frac {\pi }{2}}<\arg(z)<{\frac {3\pi }{2}},\quad |z|\to \infty .}
{\displaystyle \arg }は複素数の偏角であり、{\displaystyle (\alpha )_{k}}はポッホハマー記号である。

### 補誤差関数
補誤差関数
{\displaystyle \operatorname {erfc} (x)={\frac {2}{\sqrt {\pi }}}\int _{x}^{\infty }e^{-t^{2}}dt}
は、以下の様な漸近展開を持つ。
{\displaystyle \operatorname {erfc} (x)\sim {\frac {e^{-x^{2}}}{{\sqrt {\pi }}x}}\left(\ 1-{\frac {1}{2x^{2}}}+{\frac {1\cdot 3}{2^{2}x^{4}}}-{\frac {1\cdot 3\cdot 5}{2^{3}x^{6}}}+\cdots \right)\ \ \ (x\to \infty )}

### 指数積分
指数積分
{\displaystyle \operatorname {Ei} (x)=\int _{x}^{\infty }{\frac {e^{x-t}}{t}}dt}
の漸近展開は、
{\displaystyle \operatorname {Ei} (x)\sim \sum _{n=0}^{\infty }{\frac {(-1)^{n}n!}{x^{n+1}}}\ \ \ \ (x\to \infty )}
で与えられる。

### ラプラス変換
{\displaystyle \scriptstyle f(x)\!} を何回でも微分可能な関数としたとき、{\displaystyle \scriptstyle f(x)\!} のラプラス変換
{\displaystyle F(x)=\int _{0}^{\infty }f(t)e^{-xt}dt}
の漸近展開は、
{\displaystyle F(x)\sim \sum _{n=0}^{\infty }f^{(n)}(0){\frac {1}{x^{n+1}}}\ \ \ \ (x\to \infty )}
で与えられる。

### 微分方程式の解
微分方程式
{\displaystyle x^{2}y''+(3x+1)y'+y=0\!}
の解は
{\displaystyle y(x)=\int _{0}^{\infty }{\frac {e^{-t}}{1+xt}}dt}
で与えられ、
{\displaystyle y(x)\sim \sum _{n=0}^{\infty }(-1)^{n}n!x^{n}\ \ \ \ (x\to 0)} 。
という漸近展開を持つ。しかし、上式の右辺は任意の {\displaystyle \scriptstyle x\neq 0} で収束しないが、右辺の級数は上記の微分方程式を満たす。
求積法等で厳密解を求めることが出来ない微分方程式に関しても、漸近展開によって近似解を得られる場合があり、これにより解の挙動を調べることができる。

### 調和級数
調和級数は
{\displaystyle H_{n}\sim \ln {n}+\gamma +{\frac {1}{2n}}-\sum _{k=1}^{\infty }{\frac {B_{2k}}{2kn^{2k}}}=\ln {n}+\gamma +{\frac {1}{2n}}-{\frac {1}{12n^{2}}}+{\frac {1}{120n^{4}}}-\cdots ,}
という漸近展開を持つ。ここで、{\displaystyle \gamma }はオイラー・マスケローニ定数、{\displaystyle B_{k}}はベルヌーイ数である。